# 伊基利卢·杜瓦尼纳
伊基利卢·杜瓦尼纳（法語：Ikililou Dhoinine，1962年8月14日—）是一位科摩罗政治人物，曾是一名药剂师。自2011年起担任葛摩總統，2006年至2011年他曾任副总统。

## 政治生涯
杜瓦尼纳获得执政党的支持成为总统候选人参加了2010年科摩罗总统大选，在第一轮投票中得票最多（28.19%）。与在面对Mohamed Said Fazul和Abdou Djabir的决胜选举中获得61.12%的选票，最终赢得总统选举，当选新一任总统。杜瓦尼纳是执政党的一位成员，在选举中获得总统艾哈迈德·阿卜杜拉·穆罕默德·桑比的支持。此前，他曾在财政部工作，担任副部长，主要负责预算和妇女就业问题。2008年3月26日至31日，他曾担任几天科摩罗一个自治共和国昂儒昂岛的临时总统。
杜瓦尼纳曾经是一位药剂师，是科摩罗独立以来第一位来自莫埃利島的总统。
艾哈迈德·阿卜杜拉·穆罕默德·桑比卸任后曾担任五年副总统的伊基利卢·杜瓦尼纳接替了他的职位。
2011年5月26日宣誓就职，在就职演说中杜瓦尼纳承诺“stop at nothing in the fight against corruption（反对腐败的斗争不会停止）”。